# إليزابيث جورج (سيدة أعمال)
إليزابيث جورج (بالإنجليزية: Elizabeth George)‏ هي سيدة أعمال نيوزيلندية، ولدت في 6 أبريل 1814 في Bodmin ‏ في المملكة المتحدة، وتوفيت في 4 أبريل 1902 في ونهونغة ‏ في نيوزيلندا.